# غول خلف (ردمان)

تعديل مصدري - تعديل

غول خلف هي إحدى قرى عزلة المريه بني مر بمديرية ردمان التابعة لمحافظة البيضاء، بلغ تعداد سكانها 24 نسمة حسب تعداد اليمن لعام 2004.